# Babka czteroplama
Babka czteroplama (Deltentosteus quadrimaculatus) – gatunek ryby okoniokształtnej z rodziny babkowatych (Gobiidae).

## Występowanie
Wschodni Atlantyk od południowej części Zatoki Biskajskiej po północną Afrykę oraz Morze Śródziemne.
Występuje na dnie piaszczystym lub piaszczysto-mulistym na głębokości do 90 m (choć we wschodniej części Morza Jońskiego została odnotowana na głębokości 333 m).

## Cechy morfologiczne
Osiąga 8 cm długości.

## Rozród
W Morzu Śródziemnym trze się od III do V. Ziarna ikry mają kształt gruszkowaty.